# Trachinotus rhodopus
Trachinotus rhodopus е вид бодлоперка от семейство Carangidae. Видът не е застрашен от изчезване.

## Разпространение и местообитание
Разпространен е в Гватемала, Еквадор (Галапагоски острови), Колумбия, Коста Рика (Кокос), Мексико, Никарагуа, Панама, Перу, Салвадор, САЩ и Хондурас.
Обитава крайбрежията и пясъчните дъна на морета, заливи и рифове в райони с тропически, умерен и субтропичен климат. Среща се на дълбочина от 0,5 до 10 m, при температура на водата от 21,3 до 22,4 °C и соленост 34,2 – 35,3 ‰.

## Описание
На дължина достигат до 61 cm, а теглото им е максимум 1300 g.
Популацията на вида е стабилна.